# Charles-Philippe d'Albert de Luynes
Pour les articles homonymes, voir d'Albert.
Charles-Philippe d’Albert, 4e duc de Luynes (1695-1758), est un pair de France et mémorialiste français.

## Biographie
Il naît à Paris, paroisse Saint Sulpice, le 29 juillet 1695, fils d'Honoré-Charles d'Albert de Luynes (1669-1704), duc de Chevreuse, maréchal des camps et armées du Roi, capitaine-lieutenant des chevau-légers de la Garde, et de Marie Anne Jeanne de Courcillon de Dangeau . Il est le petit-fils paternel de Charles-Honoré d'Albert (1646-1712), troisième duc de Luynes, et le petit-fils maternel de Philippe de Courcillon, marquis de Dangeau et sire de La Bourdaisière, le célèbre mémorialiste de la fin du règne de Louis XIV. 
Son père étant mort jeune, il succède en 1712 à son grand-père comme quatrième duc de Luynes. Il est aussi comte de Montfort, comme ses ancêtres depuis 1658.

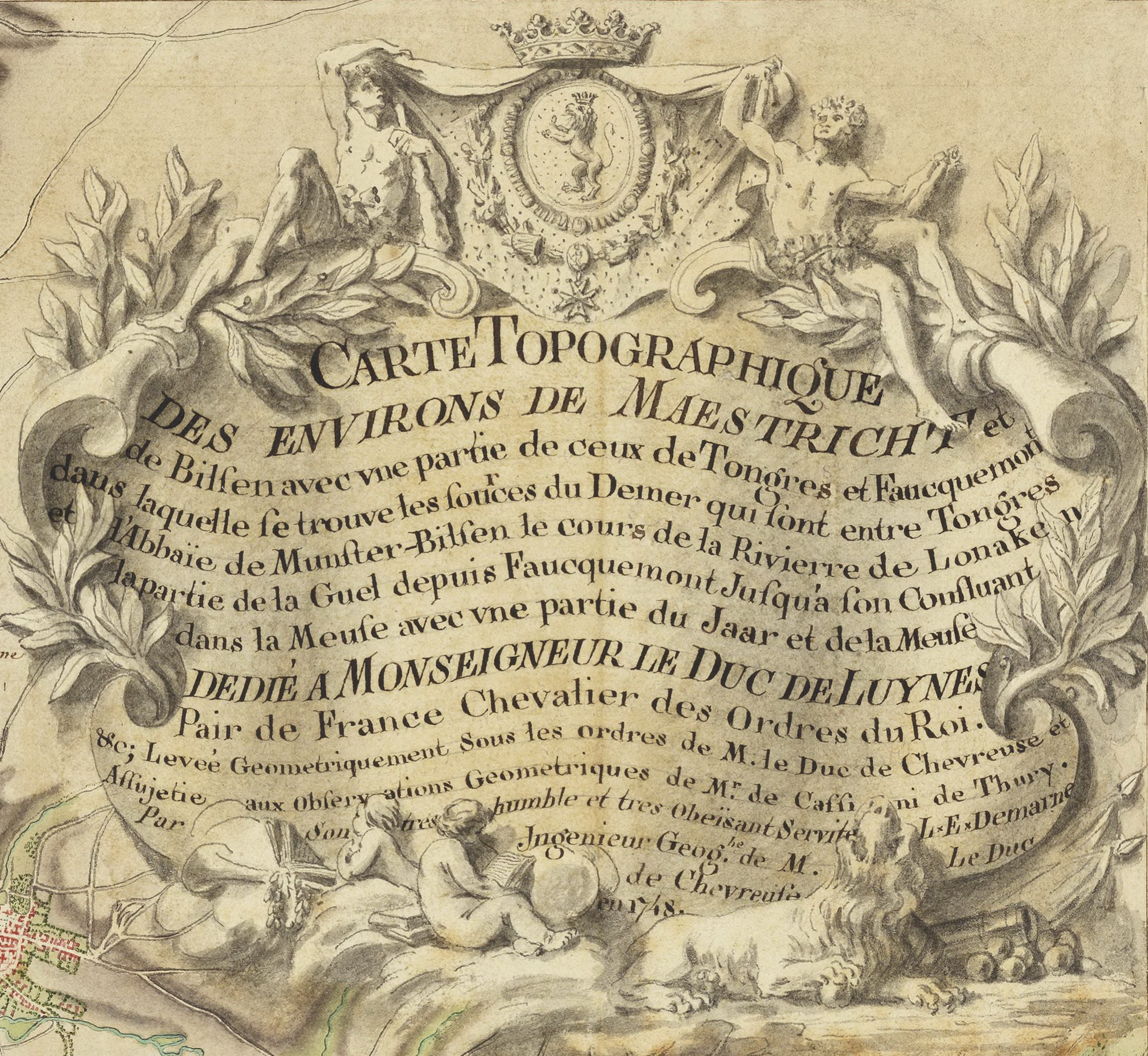
Dédicace au duc de Luynes, après le Siège de Maastricht (1748)

Pair de France et mestre de camp de cavalerie, il est fait en 1748 chevalier des Ordres du Roi.
Il épouse en premières noces, à Paris, paroisse Saint Sulpice, le 24 février 1710, Louise-Léontine de Bourbon-Soissons (1696-1721), fille du chevalier de Soissons et d'Angélique Cunégonde de Montmorency-Luxembourg. Elle est princesse titulaire de Neuchâtel et Valangin, et dame de Bonnétable, Coulommiers, comtesse de Noyers et de Dunois. 
De ce mariage, est issu un fils, Marie-Charles-Louis d'Albert de Luynes, le cinquième duc de Luynes.
En 1732, il se remarie avec Marie Brûlart, fille de Nicolas Brulart, marquis de La Borde, baron de Sombernon, premier président au Parlement de Bourgogne, et de Marie Bouthillier de Chavigny. Elle était veuve de Louis-Joseph de Béthune, marquis de Charost, brigadier des armées du Roi, tué à la bataille de Malplaquet en 1709.  
En 1735, elle devint dame d’honneur de la reine Marie Leszczyńska. 
Il fait ainsi son entrée dans cette société intime que la reine appelait ses « honnêtes gens » et entreprit de rédiger un journal des événements historiques et des faits de cour, ouvrage sans mérite ni préoccupation littéraire, mais précieux document pour l'étude de la société aristocratique du temps.
Il meurt au château de Dampierre, le 2 novembre 1758.
Son frère cadet, Paul d'Albert de Luynes, devint cardinal et archevêque de Sens.

### Œuvre
- Louis Dussieux et Eudoxe Soulié, Mémoires du duc de Luynes sur la Cour de Louis XV (1735-1758), 17 volumes in-8o, Paris, Firmin-Didot frères, 1860-1865.

### Sources
- Gustave Vapereau, Dictionnaire universel des littératures, Paris, Hachette, 1876, p. 1286.
- Patrick Van Kerrebrouck, La Maison de Bourbon, tome 2, 2004, p. 694-696.